# Meteorološki uređaji
Meteorološki uređaji ili meteorološki instrumenti služe za opažanje, mjerenje i bilježenje atmosferskih pojava. Atmosfera je vrlo složen fluid kojemu se stanje neprestano mijenja. Jedan je od osnovnih zadataka meteorologije da utvrdi i odredi stanje atmosfere mjerenjem i opažanjem diljem Zemljine kugle, kako uz površinu tla tako i na različitim visinama u atmosferi. Osnovni je cilj tih mjerenja što potpunije razumijevanje fizikalnih uzroka promjena vremena i klime, a time i njihova predviđanja (prognoziranja). 
Stanje atmosfere određuje se u osnovi na 2 načina:
- motrenjem (vizualnim promatranjem i ocjenjivanjem, na primjer različitih pojava, vrsta oborine, količine i vrste naoblake i drugo) i
- instrumentalnim mjerenjem različitih meteoroloških pojava (temperature, vlage i drugo). Mjerenjem se dobivaju mjerne vrijednosti osnovnih čimbenika, njihova jakost (intenzitet), te promjene u vremenu i prostoru.

## Povijest
Instrumentalna meteorološka mjerenja započinju u 17. stoljeću kad je E. Torricelli pronašao 1643. barometar za mjerenje tlaka zraka. Iako je G. Galilei izumio 1593. takozvani termoskop, koji je reagirao na promjene temperature zraka, tek su sredinom 17. stoljeća po prvi put u Firenci uvedeni stakleni termometri s ljestvicom. Prvi mjerni instrument za mjerenje vlage, higrometar, vjerojatno je izumio Leonardo da Vinci. Kao dio osjetljiv na promjene vlage upotrebljavane su u 17. stoljeću čovječje vlasi (kosa). Mjerenje vlage korištenjem isparivanja vlažnih površina (psihrometar) započelo je 1655. u Toskani. 
Iako je grubo mjerenje vjetra započelo već u staroj Grčkoj, instrumenti za mjerenje brzine i smjera vjetra izumljeni su tek u 17. stoljeću (Francuska). Mjerenje oborina ima također dugu povijest: grubo mjerenje oborina započelo je u Indiji još oko 400. pr. Kr., no tek se u 17. stoljeću uvode u zapadnoj Europi instrumenti za oborine. Instrumenti za mjerenje ostalih meteoroloških pojava izumljeni su i uvedeni u svakodnevnicu meteoroloških postaja u 19. i 20. stoljeću, kad je to omogućio brzi razvoj instrumentalne tehnike, radio tehnike i elektronike. 

## Osnovna podjela meteoroloških mjerenja
Meteorološka mjerenja i opažanja mogu biti prizemna i visinska, već prema tome da li se izvode uz površinu Zemlje ili u višim slojevima atmosfere. U prizemna se ubrajaju i mjerenja i motrenja na moru (na brodovima). 
Osnovni uvjeti kojima treba da udovoljavaju meteorološki instrumenti jesu: točnost i pouzdanost, jednostavna konstrukcija te relativno niska cijena. Osim toga, instrumenti koji se upotrebljavaju u većini meteoroloških postaja treba da budu dovoljno robusni i trajni, te da njima mogu rukovati i nestručne osobe. 
Meteorološki uređaji razvrstavaju se na naprave, sustave i autografe. Naprave ili instrumenti pomoću mjernog osjetila ili senzora (dijela osjetljiva na promjene) direktno mjere ili bilježe određene meteorološke pojave. Sustav je skup instrumenata s više senzora ili osjetnika koji određuju nekoliko meteoroloških pojava (na primjer radiosonda). Autografi su uređaji koji neprekidno bilježe stanje određene meteorološke pojave. 

## Prizemna mjerenja i opažanja

### Tlak zraka
Mjerni instrumenti za mjerenje tlaka zraka nazivaju se barometrima, a pripadni autografi barografima. Mjerenje tlaka zraka sastoji se ili u mjerenju visine stupca žive, ili u mjerenju deformacija nekog elastičnog tijela, ili u određivanju temperature vrelišta vode.

#### Živin barometar
Najstariji tip barometra je barometar sa živom ili živin barometar. U metalnu posudu napunjenu živom uronjen je donji kraj okomite, tanke staklene cijevi. Cijev je duga 1 metar, djelomice je ispunjena živom, a na vrhu zatvorena tako da se u dijelu iznad stupca žive nalazi zrakoprazan prostor ili vakuum. Na površinu žive u posudi djeluje vanjski tlak zraka, zbog čega se razina u posudi diže ili spušta prema vanjskom tlaku zraka, a time se mijenja i visina stupca žive u okomitoj cijevi. To znači da je visina stupca žive direktno proporcionalna tlaku zraka, pa se tlak može očitati na umjerenoj (kalibriranoj) skali postavljenoj uz cijev. Prema konstrukciji posude sa živom razlikuju se 2 osnovna tipa živina barometra: barometar s pomičnim dnom i barometar s umanjenom (reduciranom) skalom.

##### Barometar s pomičnim dnom
Barometar s pomičnim dnom ima posudu sa živom tako napravljenu da se visina i oblik dna posude mogu podešavati pomoću vijka. Podešavanjem oblika dna mijenja se obujam (volumen) posude, pa se tako na jednostavan način može razina žive u posudi postaviti na nulti položaj i na skali cjevčice očitati visina živina stupca, to jest vrijednost tlaka zraka.

##### Barometar s reduciranom skalom
Barometar s reduciranom skalom ima krutu posudu sa živom. Na posudi je mali otvor kroz koji vanjski tlak zraka djeluje na površinu žive u posudi. Posuda sa živom i okomita cijev nalaze se u zajedničkom kućištu, koje na donjem dijelu nosi termometar, a na gornjem dijelu pomični prsten s nonijem. Skala je za očitavanje stupca žive nepomična i podijeljena na milimetre i milibare. Pri očitavanju pomični prsten namjesti se tako da njegov donji rub tangira zaobljeni vrh (meniskus) stupca žive i prema oznaci na prstenu odredi se na skali visina stuca. Desetinke dijelova osnovne podjele skale određene su pomoću nonija. Površina presjeka posude je znatno veća od površine presjeka žive u cijevi, pa svakoj promjeni visine žive u posudi odgovara srazmjerno znatno veća promjena visine žive u cijevi. U ovom tipu barometra razina žive u posudi ne može se podesiti da dođe u nulti položaj, pa je stoga skala na cijevi barometra reducirana tako da je svaki dio skale nešto kraći od jednog milimetra. Redukcija skale ovisi o omjeru površina presjeka cijevi i posude, to jest o odnosu između pomaka žive u cijevi i posudi. Redukcijom je skale postignuto da se na skali očita točna visina tlaka zraka iako razina žive u posudi nije dovedena na nulu.

#### Brodski barometar
Brodski barometar je učvršćen kardanskim zglobom tako da je cijev uvijek okomita, bez obzira na nagib broda. Osim toga, cijev je na jednom mjestu sužena da bi se smanjile oscilacije u cijevi uzrokovane ljuljanjem broda.

#### Korekcija stanja barometra
Zbog rastezanja stupca žive zbog porasta temperature, dogovoreno je da se uvijek visina stupca žive svode na onu kakva bi bila pri temperaturi od 0 °C. Na očitanu visinu stupca b dodaje se korekcija:
{\displaystyle c_{1}=-\,k\cdot b\cdot t}
gdje je: k - konstanta ovisna o tipu barometra i o vrsti materijala od kojeg je izrađena njegova vanjska cijev, a t - temperatura žive u °C za vrijeme očitavanja. Ako se stanica ne nalazi na 45° zemljopisne širine, dodaje se na očitano stanje i korekcija:
{\displaystyle c_{2}=-\,0,002\,59\cdot b\cdot \cos(2\cdot \phi )}
gdje je: φ - zemljopisna širina mjesta. Na stanicama koje se nalaze iznad 500 metara nadmorske visine treba pri korekciji barometarskog stanja uzeti u obzir i promjenu sile teže s visinom. 

#### Redukcija tlaka na morsku razinu
Na sinoptičkim kartama označena je razdioba tlaka zraka na razini mora. Budući da tlak zraka opada s nadmorskom visinom, to će mjesta na različitoj nadmorskoj visini i uz inače iste vremenske uvjete imati različite vrijednosti tlaka. Da bi se izmjereni tlakovi mogli međusobno uspoređivati, treba da budu reducirani (svedeni) na morsku razinu. Korekcija je tlaka:
{\displaystyle \Delta p=k\cdot p}
ovdje je:
{\displaystyle k=e^{\frac {h\cdot g}{R\cdot T}}-1}
gdje je: h - nadmorska visina meteorološke postaje, g - ubrzanje zemljine sile teže, R - plinska konstanta, T - srednja apsolutna temperatura sloja zraka između meteorološke postaje i morske razine. 
U praksi za tu redukciju služe priručne tablice, a srednja apsolutna temperatura odredi se tako da se temperatura zraka na meteorološkoj stanici doda 0,5 °C za svakih 100 m nadmorske visine meteorološke postaje. 

#### Aneroid
Aneroid je vrsta barometra kojemu je mjerno osjetilo (senzor) najčešće takozvana Vidieova kutija. To je cilindrična kutija od tankog valovitog lima, obično od legure berilija i bakra. Iz kutije je djelomice isisan zrak (vakuum), pa jedna opruga sprečava da se kutija spljošti pod djelovanjem tlaka zraka. Sustavom poluga prenose se mali pomaci kutije na kazaljku koja na kružnoj skali pokazuje tlak zraka u milimetrima stupca žive ili u milibarima. Zbog trenja i utjecaja temperature aneroidi su manje točni od živinog barometra, ali im je prednost da se lako prenose i da su jeftini.

#### Visinomjer ili altimetar
Visinomjer ili altimetar je vrsta aneroida koji služi za mjerenje visina. Skala im je podijeljena u jedinicama visine, a mogu se namjestiti prema tlaku zraka na morskoj razini ili na meteorološkoj postaji. Altimetri su temperaturno kompenzirani. Upotrebljavaju se i za terenska mjerenja tlaka zraka, na zrakoplovima i drugim letjelicama.

#### Barograf
Barograf je autograf za kontinuirano bilježenje tlaka zraka. Sastoji se od skupa Vidieovih kutija međusobno spojenih radi povećanja malih pomaka. Sustav poluga prenosi pomake na kazaljku s perom, koja piše po traci omotanoj oko valjka što ga pokreće satni mehanizam. Valjak napravi puni okret tokom 24 sata ili jednom u tjedan dana.

### Temperatura zraka
Radi zaštite od neposrednog Sunčevog zračenja i topline koju isijava tlo, termometri za mjerenje temperature zraka na meteorološkim postajama smješteni su u takozvanoj termometrijskoj kućici ili zaklonu. Termometrijska kućica postavlja se na slobodnom prostoru, oko 2 metra iznad tla. Kućica je napravljena od drveta, sa stijenkama od žaluzija koje omogućuju slobodno strujanje (cirkulaciju) zraka, a vrata su kućice okrenuta prema sjeveru. Pored takozvanog suhog termometra, mokrog termometra, maksimum termometra i minimum termometra, u termometrijsku kućicu redovito se stavljaju termograf i hidrograf, a ponegdje i uređaj za mjerenje vlage (higrometar), te uređaj za mjerenje isparavanja (isparitelj). 
Meteorološki termometri mjere temperaturu zraka s točnošću do 0,1 °C. Staklena kapilara sa živom smještena je unutar zaštitne staklene cijevi koja sadrži i temperaturnu skalu. Mjerno je područje termometra obično od - 35 °C do + 50 °C, a termometar se mora postaviti okomito. 

#### Maksimalni i minimalni termometri
Maksimum termometar služi za određivanje maksimalne temperature u razdoblju od 24 sata. Konstruiran je tako da kapilara na mjestu gdje izlazi iz posudice sa živom, ima suženo mjesto, što onemogućuje da se živa vrati natrag u posudicu. Minimum termometar služi za određivanje minimalne temperature zraka u razdoblju od 24 sata. Postavljen je vodoravno, a kapilara mu je ispunjena alkoholom. U kapilari pliva štapić, koji se ne pomiče pri porastu temperature, a kad temperatura padne, napetost površine alkohola pomiče štapić prema posudici, pa desni kraj štapića pokazuje najnižu temperaturu. Prije mjerenja termometar treba nagnuti da štapić sklizne i dođe do meniskusa. 

#### Termograf
Termograf ima za mjerni osjetnik (senzor) najčešće bimetalni prsten, koji je jednim krajem čvrsto vezan za kućište, dok se gibanje drugog kraja prenosi preko sustava poluga i povećano obilježava (registrira) na traci omotanoj oko valjka sa satnim mehanizmom. Bimetalni prsten izrađen je od dviju međusobno zavarenih metalnih traka različitih koeficijenata rastezanja (na primjer invar i čelik). Zbog toga se s promjenom temperature prsten nejednako širi, što se iskorišćuje za mjerenje, odnosno (zapisivanje) registriranje temperature. 

#### Geotermometar
U meteorologiji se živini termometri upotrebljavaju i za mjerenje temperature tla (takozvani geotermometri), za mjerenje temperature vode jezera, rijeka i mora (staklena cijev smještena je u posebno metalno kućište - crpku s gumenom oblogom). 

#### Električni termometar
Električni termometri odlikuju se velikom osjetljivošću, a senzori su im vrlo tanka platinska žica (platinski termometri) ili termoelementi. Platinski termometar djeluje na osnovu promjene električnog otpora platinske žice zbog promjene temperature. Promjena električnog otpora žice mjeri se galvanometrom umjerenim (baždarenim) u Celzijevim stupnjevima. Termometri s termoelementima mjere galvanometrom elektromotornu silu koja nastaje kad postoji razlika u temperaturi između dvaju spojišta termoelemenata. 

### Vlaga zraka
Za mjerenje vlage zraka najčešće se upotrebljavaju psihrometri i vlagomjeri (higrometri). Psihrometar se satoji od dva potpuno jednaka termometra, od kojih se desni, mokri, termometar razlikuje od lijevoga, suhog, samo po tome što mu je posudica sa živom obvijena tankom krpicom od muselina. Ako se krpica nakvasi destiliranom vodom, voda će se isparavati i zbog toga će se postepeno snižavati temperatura mokrog termometra. Živa će se u kapilari zaustaviti kad se uspostavi ravnoteža između topline koju termometar prima iz okoliša i topline koju troši na isparivanje vode s krpice, to jest kad se za isparivanje vode s krpice utroši toliko topline koliko je potrebno da se zrak zasiti vodenom parom. Razlika između tada izmjerenih temperatura suhog i mokrog termometra mjera je za vlagu zraka. 
Postoji nekoliko vrsta psihrometra:
- aspiracijski psihrometar s aspiratorom (ventilatorom), koji stalnom (konstantnom) brzinom tjera zrak preko posudica termometra;
- Augustov psihrometar bez aspiratora, gdje stijenj povezuje mokri termometar s posudicom vode;
- Assmannov psihrometar ima termometre smještene u metalno kućište radi zaštite od toplinskog zračenja okoliša. Upotrebljava se za terenska mjerenja jer je lako prenosiv.

Za aspiracijski psihrometar vrijedi da je tlak vodene pare e:
{\displaystyle e=E'-A\cdot (t_{s}-t_{m})\cdot b}
gdje je: E' - tlak zasićene vodene pare pri temperaturi tm, A - konstanta ovisna o brzini ventilacije, a b - stanje barometra. Vrijednosti tlaka pare e i relativne vlage U nađu se u posebnim tablicama kao funkcije očitanja suhog i mokrog barometra. Pri pozitivnim temperaturama određivanje vlage Assmannovim psihrometrom daje najtočnije rezultate.

#### Vlagomjer ili higrometar
Higrometar ima za mjerno osjetilo (senzor) snop vlasi ljudske kose očišćenih od masnoća. Snop vlasi je učvršćen na jednom kraju, a na drugom je kraju vezan za prijenosni sustav i kazaljku. Povećanjem vlage u zraku vlasi se rastežu, pa se na umjerenoj skali higrometra može očitati relativna vlažnost. Rastezanje vlasi treba povremeno kontrolirati aspiracijskim psihrometrom. Pri temperaturama nižim od 0 °C, određivanje relativne vlage higrometrom daje točnije rezultate od psihrometra.

#### Higrograf
Higrograf je vrsta autografa koji neprestano bilježi relativnu vlagu. I tu kao mjerno osjetilo (senzor) služi snop vlasi, pa se promjena duljine vlasi prenosi polugama na pisaljku, koja na traci bilježi krivulju relativne vlage.

### Vjetar
U meteorologiji se pod vjetrom podrazumijeva vodoravno strujanje zraka koje je jednoznačno određeno svojim smjerom i visinom, pa je stoga vjetar vektorska veličina. Pod smjerom vjetra podrazumijeva se strana svijeta odakle vjetar puše. Obično se ne određuje trenutno nego srednji smjer vjetra za određeno vremensko razdoblje (najčešće 10 minuta). Uobičajeno je da se smjer vjetra određuje stranom svijeta, koja se računa prema zemljopisnom sjeveru, i to bilo po skali od 360°, bilo po skali od 16, odnosno 32 smjera (glavni i međusmjerovi vjetra). 

#### Vjetrulja
Za određivanje smjera vjetra služi vjetrulja. To je jednostavan mjerni instrument, učvršćen na okomitoj osovini oko koje se može slobodno okretati. Vjetrulja je nesimetrična; na jednom kraju ima rep, a na drugom strelicu, pa se zbog djelovanja vjetra sama postavi u smjer vjetra. Ispod vjetrulje je križ s oznakom četiriju glavnih strana svijeta. Smjer vjetra odredi se prema položaju koji strelica vjetrulje zauzme s obzirom na oznake glavnih strana svijeta.

#### Anemometar
Brzina vjetra mjeri se anemometrima, koji se razvrstavaju u skupine prema tome da li mjere trenutne ili srednje brzine vjetra, da li su za ručnu (prijenosnu) upotrebu ili su stalno postavljeni (obično uz vjetrulju na visini od 10 metara nad tlom). Svaki anemometar ima mjerno osjetilo (senzor) i pokazivalo brzine. Najrašireniji oblik anemometra ima senzor u obliku 3 ili 4 čašice (šuplje polikugle, takozvani Robinsonov križ), koje su simetrično učvršćene kracima na okomitu osovinu oko koje se vrte (rotiraju). 
U svakom trenutku jedna od čašica pruža najveći otpor strujanju zraka, pa nastala vrtnja pobuđuje električni napon, koji se mjeri voltmetrom umjerenim (baždarenim) u nekoj od jedinica brzine vjetra. Anemometri rotacijskog tipa imaju različite sustave brojenja prijeđenog puta vjetra. U mehaničkim se tipovima okretanje čašica prenosi na vijak, a broj okretaja može se pročitati na brojilima. Mjerenjem pripadnog vremena može se računski odrediti i srednja brzina vjetra. 
Suvremeni rotacijski anemometri rade na optoelektričnom načinu rada: u kućištu anemometra na istoj osovini okreće se i pločica s rupicama kojoj se brzina okretanja mjeri elektronički, pa se na digitalnim pokazivalima može dobiti ne samo trenutna već i srednja brzina za pogodno dugo vrijeme (obično 1 minuta, 10 minuta, 30 minuta ili 1 sat). 
Za određivanje trenutne brzine vjetra služe i anemometri koji rade na osnovu Prandtl-Pitotove cijevi, koja trenutnu brzinu određuje razlikom dinamičkog i statičkog tlaka vjetra. Takav tip anemometra mehanički je vezan na vjetrulju da bi uvijek bio u smjeru odakle puše vjetar. Anemometar na tenzometrijskom principu vrlo je podesan za mjerenje vrlo kratkih oscilacija vjetra. Na gornjem je kraju tanke cijevi učvršćeno od 10 do 12 jednako postavljenih čašica. Zbog djelovanja vjetra cijev se deformira (savija), a veličina je deformacije sukladna (proporcionalna) kvadratu brzine vjetra. Deformacija cijevi mjeri se tenzometrom. Za istraživačke svrhe služe anemometri s vrućom žicom, koji su osobito podesni za mjerenje malih brzina vjetra. Temelje se na mjerenju utjecaja vjetra na posve tanku žicu od platine, zagrijanu na oko 100 °C. Iz mjerenja jakosti struje, koja je potrebna da bi se žica zadržala na odabranoj temperaturi, može se proračunati brzina vjetra. Sonični anemometri omogućuju znatno preciznije mjerenje brzine vjetra nego klasični anemometri. Osnivaju se na mjerenju ultrazvučnih valova usmjerenih okomito na plohu mjernog osjetila (senzora). 

#### Anemografi
Anemografi služe za kontinuiranu registraciju smjera i brzine vjetra. Mogu biti mehanički i električni. Od mehaničkih najpoznatiji je univerzalni anemograf, koji registrira smjer, prijeđeni put i trenutnu brzinu vjetra. Na okomitoj osovini učvršćena je vjetrulja i tri rotirajuće šalice, koje određuju prevaljeni put vjetra. Okretanje vjetrulje prenosi se dvjema osovinama na posebni mehanizam, vezan za pera koja pišu smjer vjetra na valjku sa satnim mehanizmom. Prandtl-Pitotova cijev ugrađena je na tijelo vjetrulje, pa se tlakovi prenose sustavom cijevi na posebnu napravu u obliku obrnutog zvona koje pliva u cilindru ispunjenu tekućinom. Gibanje zvona sukladno (proporcionalno) je razlici dinamičkog i statičkog tlaka, a to se gibanje preko jedne poluge prenosi na pero koje bilježi trenutnu brzinu vjetra. 
Električni anemografi imaju Robinsonov križ, vjetrulju, te registracijski dio (bilježenje). Trenutne brzine vjetra srazmjerne su veličini inducirane električne struje u električnom generatoru ispod Robinsonova križa. Te se struje odvode na registrator, a srednja brzina vjetra (najčešće za razdoblje od 10 minuta) dobiva se kontaktnim uređajem, koji nakon određenog puta daje električne impulse. Impulsi se na registracijskom uređaju zbrajaju, a pisalo se nakon 10 minuta vraća u početni položaj. Moderni uređaji integriraju trenutne brzine vjetra u izabranom razdoblju pomoću mikroprocesora, pa se na registratoru dobivaju srednje vrijednosti za čitavo razdoblje. Analognom integracijom dobiva se i srednji smjer vjetra. Anemografi starije izvedbe imaju prijenos trenutnog položaja vjetrulje kontaktnim biračima, kliznim otpornicima ili selsinskim motorima.

### Oborine
U pravilu se mjeri količina tekućih ili krutih oborina koje padnu u kišomjer tokom 24 sata. Kišomjer je cilindrična posuda, s otvorom na vrhu. U posudi se voda slijeva kroz lijevak u kanticu smještenu u donjem dijelu. Kišomjer se postavlja na stup tako da je njegovo zjalo visoko 1 metar nad tlom (u brdima 2 metra). Oborine sakupljene u kantici izmjere se pomoću menzure umjerene (baždarene) u milimetrima. Svaki milimetar oborina odgovara visini stupca vode od 1 milimetar na površini od 1 četvornog metra, odnosno količini od 1 litre na 1 četvorni metar. Za mjerenje količine oborina u planinskim predjelima postavljaju se takozvani totalizatori, u kojima se oborina skuplja kroz duže razdoblje u većoj posudi. 

#### Ombrografi
Ombrografi ili pluviografi služe za stalno (kontinuirano) bilježenje (registriranje) količine oborina, a i za određivanje jakosti (intenziteta) oborina. Oborinska voda slijeva se u cilindričnu posudu i u njoj podiže plovak. Podizanje plovka, to jest količina oborina sakupljena u cilindru, registrira se na bubnju što ga pokreće satni mehanizam. Prema nagibu zabilježene krivulje može se odrediti jakost (intenzitet) oborina u određenom razdoblju (5, 10, 30, 60, 120 minuta). Kad se cilindar napuni vodom, automatski se isprazni, pa se plovak i pisaljka vrate na nulti položaj, pri čemu pisaljka zabilježi okomitu liniju. Zimi se ombrografi griju, ali ispravne registracije snježnih oborina dobivaju se takozvanim nifografima, koji bilježe težinu palog snijega. 
Mjerenje snijega svodi se na određivanje visine snježnog pokrivača i na mjerenje gustoće snijega. Visina snijega određuje se snjegomjernom letvom i izražava se u centimetrima, dok se gustoća snijega mjeri takozvanom snjegomjernom vagom i izražava se u g/cm3. Snijeg i oborine mjere se obično svaki dan u 7 sati izjutra, a gustoća snijega svakog petog dana u mjesecu. 

### Isparavanje
Za određivanje količine vode, koja ispari sa slobodne površine tla, odnosno vodenih površina, služe isparitelji ili evaporimetri. Veličina isparivanja izražava se u milimetrima i odnosi se na vremensko razdoblje od 24 sata ili jednog sata, a preračunava se na jedinicu površine.

#### Wildov isparitelj
Wildov isparitelj (prema Heinrichu Wildu) izrađen je na osnovu vage koja ima na jednoj strani posudu s vodom, a na drugoj strani tešku kazaljku koja održava ravnotežu u posudi. Kazaljka pokazuje na skali težinu posude s vodom. Isparavanje vode je jednako razlici težine između dva motrenja. Isparitelj se drži u termometrijskoj kućici. Kombinacija takva isparitelja s autografom jest evaporigraf. 

#### Pichẻov isparitelj
Pichẻov isparitelj sastoji se od staklene graduirane cijevi s otvorom na jednom kraju. Cijev se napuni vodom, poklopi filtar papirom ili bugačicom, pa se okrene. Filtar papir sprečava da voda isteče iz cijevi, ali se s njega voda isparuje, pa se smanjuje visina vode u cijevi. Vrijednost se isparivanja na skali direktno očitava u milimetrima. I taj se isparitelj postavlja u termometrijsku kućicu u meteorološkoj postaji. 

#### Isparitelj klase A
Na meteorološkim postajama najčešće se upotrebljava takozvani isparitelj klase A. Posuda iz pocinčanog lima, promjera 1 200 mm (1,2 m) i visine 250 mm, ispunjena je vodom te postavljena na otvorenu nezasjenjenu površinu tla. Osim temperature vode u posudi, redovito se mjeri i brzina vjetra na 2 m visine, jer isparivanje ovisi o ta dva čimbenika. Veličina isparivanja odredi se mjerenjem razlike razine vode u posudi kroz određeno razdoblje. Za mjerenje isparivanja na jezerima isparitelj se postavlja na usidrenu splav. Sva mjerenja pomoću isparitelja ne odgovaraju potpuno prirodnim uvjetima i imaju samo relativnu vrijednost, jer se mogu usporediti mjerni podaci samo istih mjernih instrumenata. 

#### Lizimetri
Lizimetri su uređaji za mjerenje isparivanja neposredno s tla. To su veliki otvoreni sanduci, površine nekoliko m2, napunjeni zemljom s vegatacijom. Isparivanje se odredi mjerenjem težine sanduka pomoću osjetljive vage. Pri tom se uzimaju u obzir i pale oborine kao i otjecanje s dna sanduka.

### Sunčevo zračenje
Mjerenje Sunčeva zračenja obuhvaća kratkovalno zračenje koje dolazi u atmosferu kao direktno ili difuzno zračenje, te dugovalno zračenje Zemlje i atmosfere. Za mjerenje direktnog Sunčeva zračenja koje pada na plohu okomitu na Sunčeve zrake, služe pirheliometri (apsolutni instrumenti) i aktinometri (relativni instrumenti koji se moraju umjeriti ili baždariti pirheliometrima).

#### Ȧngströmov pirheliometar
Ȧngströmov pirheliometar (prema A. J. Ångströmu) radi na osnovu električne kompenzacije: dvije su tanke crne lamele od manganina, od kojih se jedna grije električki dok ne postigne istu temperaturu kao druga lamela koja je izložena Sunčevim zrakama. U normalnim uvjetima (mirno i vedro vrijeme) količina energije potrebne za električno grijanje jednaka je količini energije koju apsorbira izložena lamela.

#### Linke-Feussnerov aktinometar
Linke-Feussnerov aktinometar ima kao senzor Mollovu termobateriju u kojoj upadne Sunčeve zrake pobuđuju termoelektricitet, sukladno (proporcionalno) jačini Sunčeva zračenja. Taj mjerni instrument može mjeriti primjenom filtra jakost (intenzitet) Sunčeva zračenja u različitim dijelovima njegova spektra.

#### Piranometri i solarimetri
Za mjerenje kratkovalnih komponenata Sunčeva zračenja služe takozvani piranometri. Prema namjeni kojoj služe, pojedine vrste piranometara imaju posebne nazive. Za ukupno (globalno) zračenje na vodoravnu površinu (direktno i difuzno zračenje) služe solarimetri, za difuzno zračenje difuzometri, a za odbijeno ukupno (globalno) zračenje od Zemljine površine solarimetri - albedometri. Najpoznatiji je i najčešće se upotrebljava solarimetar Moll-Gorczynskoga, koji za mjerno osjetilo (senzor) ima Mollovu termobateriju, pokrivenu dvjema staklenim kupolama radi zaštite od vjetra i kiše. Oko prijamnog dijela nalazi se poveća, bijelo lakirana, limena ploča da štiti ostale dijelove instrumenata od direktnog Sunčeva zračenja. Solarimetar može biti električki povezan s pisalom, odnosno integratorom (solarigraf). Integratorom se dobivaju satne ili dnevne količine zračenja (elektronsko integriranje impulsa solarimetra). Pomoću višekanalnih registarskih pisala vezanih na više solarimetara, moguće je registrirati više komponenata Sunčeva zračenja. Da bi se moglo mjeriti difuzno zračenje, postavlja se oko senzora solarimetra pomični metalni prsten koji, ispravno namješten, štiti senzor od direktnih Sunčevih zraka. Solarimetre valja umjeriti (baždariti) normalnim instrumentom.

#### Robitschev bimetalni piranometar
Robitschev bimetalni piranometar (aktinograf) ima kao mjerno osjetilo 3 međusobno vezane bimetalne pločice, od kojih je jedna crna, a dvije bijele. Pod djelovanjem Sunčevih zraka raznobojne se pločice nejednako zagriju i različito deformiraju. Deformacija je sustava bimetalnih pločica sukladna (proporcionalna) Sunčevu zračenju, a registrira se pomoću sustava poluga i pisaljke na papirnoj traci. Instrument nije, međutim, dovoljno točan i pogodan je jedino za mjerenje dnevnih suma ukupnog (globalnog) zračenja. 

#### Radiometri
Radiometri služe za mjerenje protuzračenja atmosfere te ižarivanja podloge u dugovalnom području (od 4 do 100 μm).

#### Schulzeov neto pirradiometar
Schulzeov neto pirradiometar - bilansmetar mjeri dolazno i odlazno zračenje, razliku ovih zračenja i temperaturu instrumenata. Računski je moguće odvojiti dugovalno zračenje atmosfere i ižarivanje Zemlje od kratkovalnih komponenata Sunčeva zračenja.

#### Trajanje sijanja Sunca
Za mjerenje trajanja sijanja Sunca služe heliografi, od kojih je u najširoj upotrebi Campbell-Stokesov heliograf. Sastoji se od staklene kugle promjera oko 100 mm, učvršćene na metalnom stalku. Sunčeve zrake sakupljaju se u žarištu (fokusu) iza kugle, i to na papirnoj traci, pričvršćenoj u žlijebu metalnog stalka. Heliograf je postavljen tako da u pravo Sunčevo podne žarište kugle pokazuje smjer zemljopisnog sjevera. Papirna traka je tamne boje i preparirana tako da Sunčeva zraka na papiru ostavlja izgorjeli trag. Traka ima vremensku skalu, pa je moguće prema dužini ispaljenog traga odrediti trajanje sijanja Sunca. 

### Naoblaka
U meteorologiji se vizualno ocjenjuje količina i vrsta naoblake, a instrumentalno (i vizualno) visina podnice oblaka te smjer i brzina gibanja oblaka. Tipovi i vrste oblaka određuje se prema definicijama u Atlasu oblaka Svjetske meteorološke organizacije.
Pod naoblakom se podrazumijeva stupanj naoblačenja ili pokrivenost neba oblacima. Naoblaka se izražava u desetinama i bilježi u cijelim brojevima od 0 do 10. Tako na primjer naoblaka 0 znači potpuno vedro nebo, a naoblaka 3 da su tri desetine neba pokrivene oblacima. Za potrebe sinoptičke meteorologije naoblaka se izražava u osminama. 
Visina podnice oblaka najčešće se određuje vizualno prema veličini oblačnih elemenata, odnosno prema visokim predmetima i brdima u bližoj i daljoj okolici motritelja. Instrumentalno mjerenje podnice oblaka obuhvaća mjerenje pomoću malih (plafonskih) balona, mjerenje odraza snopa svjetlosti od oblaka i mjerenje radarom. U prvom slučaju mjeri se vrijeme potrebno da balon poznate brzine dizanja (obično 100 m/min) dosegne podnicu oblaka. Telemetri mjere vrijeme dok okomito usmjereni kratkotrajni snop svjetlosti dosegne podnicu oblaka i dok se njegov odraz vrati na osjetljivu fotoćeliju. Najmodernije izvedbe takvih instrumenata koriste se laserskim zrakama, a visina se podnice oblaka registrira na pisalu i pokazuje na digitalnom pokazivalu. 
Za mjerenje smjera i brzine gibanja oblaka služe nefoskopi. To su ravna ogledala, promjera 200 milimetara, s ugraviranom podjelom na koncentrične krugove. Mjerenjem pomaka slike dijela oblaka od jednog do drugog kruga u ogledalu ocjenjuje se ne samo smjer gibanja oblaka već i njegova relativna brzina. 

### Vidljivost
Za razliku od općeg pojma vidljivosti pod kojom se podrazumijeva prozirnost atmosfere, u meteorologiji se pod vidljivosti podrazumijeva ona najveća udaljenost na kojoj motritelj normalnog vida može uz postojeću prozirnost atmosfere vidjeti i raspoznati taman predmet (reper) odgovarajuće veličine, istaknut prema nebu iznad obzora (horizonta). Vidljivost se određuje u vodoravnom, ili približno vodoravnom smjeru (vodoravna vidljivost). Na zračnim lukama se određuje i okomita i kosa vidljivost. U noći vidljivost nekog predmeta ovisi kako je on osvijetljen, pa kao reperi služe svijetleća tijela (električne žarulje). Procijenjena noćna vidljivost preračunava se na odgovarajuću dnevnu vidljivost. Vidljivost se izražava u kilometrima.

#### Vizibilimetri
Vizibilimetri su mjerni instrumenti za mjerenje vidljivosti. Najčešće se upotrebljavaju na zračnim lukama, a sastoje se od davača izvora svjetlosti i niza reflektora postavljenih na različitim udaljenostima od mjesta opažanja. Moderne izvedbe vizibilimetara koriste se laserskim zrakama, a vrijednost vidljivosti pokazuju se na digitalnim pokazivalima ili se zapisuju na pisalu. 

## Visinska mjerenja
Visinskim mjerenjima određuje se stanje slobodne atmosfere pomoću uređaja smještenih (stacioniranih) na tlu (radar, uređaj za sferike i tako dalje), mjernih instrumenata i sustava upućenih u atmosferu zrakoplovom, balonom, zmajem ili raketom (meteografi, radiosonde, instrumenti na avionu), te instrumenata na umjetnim satelitima Zemlje. 
Sva ta mjerenja vremenski su i prostorno mnogo rjeđa nego ona koja se provode u mreži prizemnih postaja, a neka od tih mjerenja (akustički i svjetlosni radari) služe za istraživačke svrhe u ograničenom opsegu. Rutinska mjerenja obuhvaćaju pilot-balonska i radiosondažna mjerenja. Podaci o stanju oblaka određuju se zrakoplovima, radarima i umjetnim satelitima, a za istraživačke svrhe upotrebljavaju se i uređaji za mjerenje kondenzacijskih i sublimacijskih jezgara, čestica oblaka, vodnosti oblaka i tako dalje. 

### Pilot-balonska mjerenja
Pilot-balonska mjerenja su najjednostavnija metoda mjerenja vjetra u slobodnoj atmosferi. Manji baloni od prirodne ili umjetne gume (prosječne mase 20, 30 ili 100 grama), napunjeni određenom količinom vodika, dižu se gotovo jednolikom brzinom i otklanjaju od okomice ustranu, kamo ih zanosi vjetar. Balon se prati optičkim teodolitom. U jednakim vremenskim razmacima očitavaju se kutovi nagiba φ (elevacija ili kutna visina) pod kojim se balon vidi prema obzoru (horizontu), te kut azimuta α (kut balona prema zemljopisnom sjeveru). Pomoću izmjerenih kutova i poznatih visina balona h u uzastopnim minutama mogu se trigonometrijski proračunati vodoravne projekcije putanje balona d, a odatle i smjer i brzina vjetra u sloju atmosfere između uzastopnih visina mjerenja. 
Upotreba pilot-balona ograničena je na povoljne vremenske prilike, a pretpostavlja stalnu brzinu dizanja balona, što ponekad nije slučaj. Da bi se taj nedostatak uklonio, za istraživačke svrhe služe 2 teodolita, smještena na kraju baze dovoljne dužine (bazišna mjerenja). Istodobno očitavanje kutova pod kojima se vidi balon s oba kraja baze omogućuje da se trigonometrijskim relacijama odredi položaj balona u atmosferi bez prethodnog poznavanja visine balona, pa se time može odrediti i smjer i brzina vjetra. 

### Radiosondažna mjerenja
Radiosonda je uređaj za mjerenje temperature, vlage, tlaka zraka i vjetra (rutinska mjerenja), te drugih veličina kao što su ozon, gradijent električnog polja i radioaktivnost atmosfere. Instrument se sastoji od meteoroloških senzora (mjernih davača), radio odašiljača s baterijom, te uređaja koji promjene meteoroloških veličina pretvara u električne veličine. Radiosonda je obješena na dužoj uzici o veliki balon napunjen vodikom, koji se podiže uvis dok ne pukne, a potom se radiosonda malim padobranom spušta na zemlju. Radiosonda se prati prijamnim uređajem za vrijeme čitave sondaže. Radiosonda mjeri više od jedne veličine tokom čitavog vremena mjerenja, pa stoga posebna naprava prebacuje ciklički jedan senzor za drugim u električni krug odašiljača. Većina radiosondi radi na frekvenciji od 25 do 100 MHz, neke na oko 400 MHz, a da bi mogle mjeriti i visinski vjetar. Moderne radiosonde rade na frekvenciji od 1 680 do 1 700 MHz. 

#### Mjerni davači ili senzori
Za mjerenje tlaka zraka gotovo sve sonde imaju aneroidne doze koje su prethodno umjerene (baždarene) barometrom, u rasponu od 10 do 1 050 mbar, s točnošću mjerenja od nekoliko milibara. Radiosonde za visine iznad 26 do 28 kilometara upotrebljavaju takozvane hipsometre, kojima osjetljivost raste s porastom nadmorske visine. Hipsometar djeluje na osnovi promjene vrelišta ugljikovog disulfida s promjenom tlaka zraka. Prema vrelištu, izmjerenom osjetljivim termometrom, odredi se tlak zraka. 
Radiosondažni temperaturni senzori su ili bimetalni prsten ili pak dio u kojem promjene temperature pobuđuju promjene električnog otpora. Za tu svrhu služe keramički poluvodiči (na primjer termistori). 
Postoje dva osnovna tipa senzora za vlagu: prvi se koristi utjecajem vlage na dimenzije nekih materijala kao što su vlasi kose ili tanka opna volovskog crijeva, dok se drugim tipom mjere promjene električnog otpora nastale zbog promjene vlage tankog filma higroskopičnog materijala (na primjer litijev klorid ili čestica ugljena na plastičnoj podlozi). Mjerenje vlage ograničeno je na temperature iznad - 40 °C. 

#### Prijamni radiouređaj
Prijamni radiouređaj ili radioprijamnik prima i registrira signale sonde dok se ona diže, pa se na temelju krivulja umjeravanja (baždarenja) pojedinih senzora mogu jednoznačno odrediti vrijednosti svake pojedine veličine. Većina današnjih uređaja ima automatski zapis signala, a konstrukcija uređaja ovisi o tipu sonde (samo u Europi bilo je u upotrebi više od 10 tipova sondi). Najčešći je prijamni uređaj radioteodolit, koji prima signal radiosonde i automatski je prati u svim vremenskim prilikama, tako da je u svakom trenutku poznat položaj sonde u prostoru. Za razliku od radara, radioteodoliti ne mjere direktne udaljenosti sonde, već samo kutove, dok se visina sonde određuje iz barometarske jednadžbe visine na temelju vrijednosti meteoroloških pojava koje radiosonda mjeri. Kod nas je u upotrebi bio radioteodolit tipa GMD-1A, koji prima signale na frekvenciji 1 680 MHz radiosonde tipa AMT-4. 
Moderni radiosondažni sustavi (na primjer sustav OMEGA i LORAN) koriste se modificiranim radiogoniometarskim sustavom koji utvrđuje poziciju sonde na temelju faznih razlika niskofrekventnih radio signala, odaslanih s nekoliko jakih radio stanica smještenih na međusobno velikim udaljenostima. Podaci tih radiosondažnih sustava, a djelomično i već prije spomenutih sustava, automatski se obrađuju elektronskim računalima.

#### Meteografi
Meteografi su autografi za registraciju temperature, vlažnosti zraka i tlaka zraka. Njihovi su senzori mehanički vezani za registrator postavljen u zajedničkom kućištu. Stavljaju se na zrakoplove ili zmajeve u istraživačke svrhe. Danas se rijetko upotrebljavaju. 

### Meteorološki radari
Meteorološki radari služe za dvije glavne namjene: utvrđivanje osnovnih svojstava sustava oblaka, te mjerenje visinskog vjetra. Položaj nekog objekta radari određuju pomoću radio valova, i to takozvani primarni radari koriste se reflektiranim (odbijenim) i raspršenim radio valovima, a takozvani sekundarni radari retransmitiranim valovima koje šalje posebni uređaj, takozvani responder ili transponder. 
Za određivanje visinskog vjetra odašiljači radara imaju snagu impulsa od 250 do 300 kW i valnu duljinu od 100 mm. Radar automatski prati reflektor - metu, koju nosi uvis poveći balon napunjen vodikom. Meta se sastoji od međusobno okomitih ploha u obliku dvostrukog tetraedra, prevučenih tankom metalnom folijom. Na radarskom prijamniku može se kontinuirano pratiti jačina signala, direktna udaljenost mete od radara, takozvana kosa udaljenost, te kutovi azimuta i nagiba. Pomoću primarnog radara kosa udaljenost se određuje mjerenjem vremena potrebnog da radarski signal dođe do radarske mete. 
Određivanje visinskog vjetra nije praktički ovisno o vremenskim prilikama, a za direktno računanje svojstava vjetra upotrebljavaju se bilo grafička pomagala bilo elektroničko mikroračunalo. 
Meteorološki radari za određivanje mikrofizičkih svojstava oblaka i oborina osnivaju se na pojavi da kapljice u oblacima, kišne kapi, ledeni kristali i zrna, tuča i snježne pahulje raspršuju radarske valove i time pobuđuju radarske odjeke. Funkcija raspršivanja S od čestice promjera D u smjeru izvora energije za valnu duljinu λ radarskog zračenja jest:
{\displaystyle F={\frac {\pi ^{5}\cdot D^{6}\cdot k^{2}}{\lambda ^{4}}}\ }
gdje je: k - kompleksna dielektričnost. Reflektirana energija je to veća što je valna duljina radarskog zračenja manja: radarom s λ ≼ 12,5 mm mogu se otkrivati konture oblaka, dok radarom s λ ≈ 100 mm samo oni dijelovi dobro razvijenih oblaka koji su sastavljeni od relativno većih vodenih ili ledenih čestica. Meteorološki radari novijih izvedbi imaju dvije valne duljine, pa mogu poslužiti za obje namjene. 
Općenito uzevši, radari se mogu upotrijebiti za određivanje vodoravnog i okomitog prostranstva oblačnih i oborinskih područja. Za tu svrhu radari imaju 3 zaslona (ekrana): panoramski, zaslon okomitog presjeka i amplitudni. Na panoramskom zaslonu (eng. Plain Position Indicator ili PPI) mogu se pratiti raspored oblaka i zone oborina u vodoravnoj ravnini na različitim udaljenostima. Na kružnom se ekranu, osim rotirajuće zrake, pojavljuju i područja odraza od oblačnih sustava i oborina te niz koncentričnih krugova koji označuju udaljenost od lokacije radara. Budući da čestice oblaka i oborina (pa i aerosola) oslabljuju energiju radarskog snopa, dolazi do takozvane atenuacije (prigušenje), koja se izražava u decibelima. Atenuacija je funkcija veličine čestica, a za magle i oblake iz kojih ne pada kiša obrnuto je proporcionalna valnoj duljini radarske zrake. Atenuatori na meteorološkim radarima omogućuju da se postepeno mijenja atenuacija radarske zrake u oblaku, pa se na taj način mogu lako odrediti područja povećane akumulacije vodenih i ledenih kapljica.
Za proučavanje okomitog razvoja oblaka služi zaslon okomitog presjeka  (eng. Range-Height Indicator ili RHI). Za vrijeme promatranja ovog zaslona antena je radara fiksirana na određeni azimut i pomiče se samo u okomitoj ravnini. Zaslon ima podjelu s vodoravnim (visine nad tlom) i okomitim (udaljenosti) linijama, pa se može pronaći (locirati) gornja i donja granica oblaka, oblak u okomitom presjeku i područje oborina u oblaku. I na tom zaslonu jakost (intenzitet) je sukladan (proporcionalan) snazi reflektiranog signala. 
Amplitudni zaslon (takozvani zaslon A) pokazuje osim primarnog emitiranog signala i veličinu i udaljenost reflektiranog signala, odnosno odjeka. Tim se zaslonom, u kombinaciji s ostala dva zaslona, može pratiti razvoj sustava oblaka. 
Analizom odraza na radarskim ekranima moguće je ustanoviti ne samo vrstu oblaka i njihov sastav, već i jakost (intenzitet) oborina nad nekim područjem, područje atmosferskih fronta, tropskih ciklona i tako dalje. 
U zadnje vrijeme razvijen je poseban tip radara takozvani Dopplerov radar koji upotrebom okomitog snopa određuje brzinu pada oborinskih čestica, a u određenim uvjetima i spektar njihovih promjena. Obrnuto, ako su poznate brzine padanja čestica, tada se brzine izmjerene Dopplerovim radarom mogu korigirati da bi se dobili iznosi okomitih gibanja u oblaku. Kombinacijom dvaju Dopplerovih radara i dvaju radara sa zaslonima RHI mogu se ustanoviti dvodimenzionalni oblici vodoravnih i okomitih gibanja zraka. Dopplerov radar služi i za mjerenje vjetrova unutar oblaka. 

### Mjerenje sferika
Pod sferikom ili atmosferikom podrazumijeva se stvaranje elektromagnetskih valova koji nastaju električnim pražnjenjem (munja) iz grmljavinskih oblaka (kumulonimbusi). Ovi radio valovi mogu se otkriti i na udaljenostima od više tisuća kilometara, a sferik-uređajima se odredi položaj njihova izvora. Za tu svrhu služi radio goniometarski uređaj, koji na katodnoj cijevi pokazuje smjer odakle je došao sferik signal. Sastavni dio uređaja su dvije antene namještene pod pravim kutom, a orijentirane u smjeru sjever-jug, odnosno istok-zapad. Radioprijamnik radi na frekvenciji 10 kHz, a pri svakom tragu sferika na zaslonu dobiva se i zvučni signal, koji se telefonom prenosi u susjednu postaju uključenu u mrežu sferika. Zvučni signal traje dovoljno dugo da i susjedna postaja može očitati azimut signala. U mreži sferik postaja rade obično dvije do četiri postaje međusobno udaljene od 500 do 1 000 kilometara, pa se istodobnim očitavanjem signala udaljene grmljavine, jednostavnim presijecanjem pravaca na zemljopisnoj karti, može odrediti mjesto izvora sferika. Kad grmi, sferik stanice rade obično 10 minuta prije svakog punog sata. 

### Meteorološki sateliti
U novijoj povijesti meteorologije može se izbacivanje prvog meteorološkog satelita TIROS 1 (1. travnja 1960.) smatrati revolucionarnim događajem. Po prvi put dobiveni su podaci o opažanjima atmosfere iz svemira, i to toliko jasni i precizni kao nikada do tada. TIROS 1 bio je prethodnik serija umjetnih satelita koji se sve više upotrebljavaju za analizu i prognozu vremena, upozorenja od opasnih vremenskih pojava i za istraživanja. 
Izvor meteoroloških informacija pri promatranju Zemlje iz svemira jesu prostorne, vremenske i kutne promjene jakosti (varijacije intenzivnosti) elektromagnetskih valova, reflektiranih ili emitiranih u sustavu atmosfera-Zemlja u različitim dijelovima spektra. 
Dok su prvi umjetni sateliti serije TIROS, početkom 1960-tih, imali samo televizijske kamere za snimanje oblaka, u sljedećim godinama došlo je do burnog i brzog razvoja instrumentalne tehnike na satelitima. Tako su bili razvijeni novi tipovi mjernih instrumenata, kao što su poboljšani sustavi kamera, širokokutni uređaji za mjerenje zračenja, takozvani radiometri, skanerski radiometri, uređaji za kvantitavno sondiranje atmosfere, instrumenti za mjerenje ultraljubičastog zračenja Sunca, sustavi za sakupljanje i dostavljanje mjernih podataka stanicama na Zemlji, instrumenti za mjerenje toka (fluksa) elektrona i protona sa Sunca i tako dalje.
SAD su uvele dva osnovna sustava satelita, od kojih se jedan koristi satelitima u polarnoj orbiti, a drugi geostacionarnim satelitima. Prvi je takozvani sustav ITOS (eng. Improved TIROS Operational Satellite System: Poboljšani operativni sustav TIROS satelita). Ovi sateliti nose brojeve serije NOAA (eng. National Oceanic and Atmosphere Administration: Nacionalna oceanska i atmosferska uprava, SAD). Putanja (orbita) je satelita relativno niska (od 1 432 do 1 472 km), položena gotovo polarno s nagibom prema ekvatoru 105° i sinkrona prema Suncu. Sateliti sustava ITOS opremljeni su dvjema kamerama za automatsko odašiljanje snimki (eng. Automatic Picture Transmission, APT). Te snimke na površini Zemlje direktno prima više od 800 relativno jednostavnih APT stanica, raspoređenih u sedamdesetak država. Ovi sateliti za snimku svjetske mape oblaka trebaju samo 12 sati. Od ostalih mjernih uređaja, sateliti sustava ITOS imaju radiometar za mjerenje toplinske ravnoteže Zemlje i instrumente za mjerenje Sunčeva fluksa protona. 
Drugi sustav sastoji se od geostacionarnih meteoroloških satelita SMS (eng. Synchronous Meteorological Satellite) i GOES (Geostationary Operational Environmental Satellite), koji se nalaze iznad određenih točaka u blizini ekvatora na visino oko 36 000 km. Taj sustav je dio svjetskog programa istraživanja (eng. Global Atmospheric Research Programme, GARP) pod pokroviteljstvom Ujedinjenih naroda, a uključuje i geostacionarne satelite nekih drugi zemalja (europski Meteosat, Rusija, Japan). 
Prva snimka učinjena je u vidljivom dijelu spektra (od 0,4 do 1,1 μm). Najzanimljivija pojedinost što se razabire na toj snimci jest pješčana oluja iznad sjeverne Afrike, pa je i obalno područje sjeverno od Dakara prekriveno oblakom prašine i pijeska. Obalna područja Liberije i Obale Bjelokosti jasno su ocrtana konvektivnim oblacima nastalim zbog blagih strujanja zraka s morske obale. Neposredno sjeverno od ekvatora proteže se preko Atlantika, od afričke obale pa sve do Venezuele, oblačni pojas koji označava intertropsku zonu konfluencije. Iznad sjevernog Atlantika vidljiv je veliki oblačni vrtlog ciklone, a i sjeverno od Madagaskara nalazi se oblačni vrtlog srednje veličine. 
Druga snimka je snimljena u infracrvenom području spektra (od 10,5 do 12,5 μm). Na toj snimci nijanse sive boje označavaju različite stupnjeve temperature isijavanja Zemljine površine. Tamni dijelovi predstavljaju topla područja, kao na primjer Saharu i pustinju Kalahari, a bijele površine su hladni visoki oblaci. Sjajno bijelo oblačno područje iznad Sahare je znatno jasnije prikazano nego na snimci napravljenoj u vidljivom dijelu spektra. Trag tog oblačnog područja proteže se prema istoku sve do oblačne zone iznad Srednjeg istoka. Visoki oblaci intertropske zone konfluencije i oblačni vrtlog sjeverno od Madagaskara također su jasno ocrtani. Sivo područje iznad južnog Atlantika predstavlja tanke niske oblake suptropske anticiklone. 
Treća snimka snimljena je u apsorpcijskom pojasu vodene pare (od 5,7 do 7,1 μm). Bjeline na snimci označuju visoku vlagu u srednjem dijelu atmosfere (od 5 do 10 km), a tamna područja odgovaraju suhom zraku na istim visinama. Svijetlo područje iznad Sahare pokazuje jaku vlažnost visokih oblaka koji su vidljivi i na infracrvenoj snimci. Na snimci se vidi da je u oblačnom vrtlogu sjeverno od Madagaskara vlažnost raspoređena u obliku spirale. Tamno područje iznad južnog Atlantika odgovara suhom zraku suptropske anticiklone povrh sloja niskih tankih oblaka. 
Sateliti SMS imaju teleskop-radiometar za infracrvenu i vidljivu fotografiju visokog razlučivanja, te komunikacijski sustav za sakupljanje i odašiljanje podataka. Sateliti GOES su im slični, a razlikuju se uglavnom u poboljšanim komunikacijskim uređajima. Geostacionarni sateliti tog sustava omogućuju kontinuirano promatranje oblačnog pokrivača Zemlje na velikom prostranstvu po danu i noći, mjerenje visine i debljine oblaka, određivanje brzine vjetra na osnovi brzine kretanja oblaka, određivanje temperature površine Zemljina tla i od tla reflektirane kratkovalne energije, te dobivanja podataka o ravnoteži zračenja sustava Zemlja-atmosfera. 
Nakon izbacivanja prvog meteorološkog satelita 1960. u orbitama oko Zemlje nalazilo se, ili se još nalaze, deseci meteoroloških satelita. Noviji sateliti u polarnoj putanji nose radiometar, koji otkriva i predmete manje od 1 kilometar. Uređaj za primanje na tlu je znatno složeniji i skuplji od APT stanice, a podaci su toliko raznovrsni da služe ne samo u meteorologiji već i hidrologiji i oceanografiji. Sada je moguće pratiti položaj Golfske struje, priobalnih voda, ledenih polja Arktika i Antartika, stvaranje ledenih brijegova i rasprostranjenost snijega i ledenjaka u planinama, što je osobito važno za dobivanje točnog uvida u raspoloživost količine vode. 
Razvoj je satelitske meteorologije sve više usmjeren automatskoj obradi podataka i odašiljanju podataka u digitalnom obliku. To je i osnovni razlog da se na satelitima napuštaju televizijski sustavi za praćenje oblaka i da se prelazi na skanerske radiometre. U okviru svjetskog istraživanja atmosfere GARP sateliti su veoma važni u prijamu i prijenosu podataka s balonskih sonda, morskih bova i automatskih meteoroloških postaja. 

### Raketna mjerenja
Radiosondažna mjerenja redovito ne prelaze visinu 30 do 35 kilometara, pa se za veće visine (do nekih 400 do 500 kilometara) upotrebljavaju meteorološke, odnosno geofizičke rakete. 
Istraživačke meteorološke rakete nose u prednjem dijelu mjerne instrumente i telemetrijske uređaje za daljinsko mjerenje, a u stražnjem dijelu rezervoar s gorivom i komoru za izgaranje. Raketa se obično ispaljuje gotovo okomito s brzinom od 5 do 6 macha. Ruska meteorološka raketa ima u šiljku nosa elektronske termometre, manometre, instrumente za mjerenje Sunčeva zračenja, fotografski aparat i telemetrijski uređaj za prijenos podataka na Zemlju. U SAD glavna pažnja nije posvećena direktnom mjerenju temperature, koja je funkcija mnogih čimbenika, već mjerenju tlaka zraka ili gustoće zraka, pa se iz tih podataka proračuna temperatura zraka. S raketa se mogu izbaciti na različitim visinama, obično u razmacima od po 5 kilometara, male granate, kojima se eksplozije bilježe (registriraju) na Zemlji. Iz razlike vremena proteklog između eksplozije i nadolaska zvučnog vala na Zemlju određuje se brzina zvuka, a odatle srednja temperatura i srednji vjetar u sloju između tla i razine eksplozije granate. Učinci vjetra i temperature mogu se međusobno razlučiti, pa se vjetar i temperatura zasebno određuju. Za mezosferu dobivaju se ovom metodom relativno točni podaci (± 10 °C i ± 5 m/s).
Druga je metoda mjerenja da se na visini od 120 do 150 kilometara iz rakete automatski izbaci kugla od metalizirane polietilenske folije debljine 12 μm. Odmah nakon izbacivanja kugla se napuni malom količinom plina do promjera 2 m. Okomita brzina vz i ubrzanje kugle u padanju dvx/dt određuju se pomoću meteorološkog radara, pa se gustoća zraka ρz na visini z određuje iz jednadžbe:
{\displaystyle \rho _{z}=2\cdot m\cdot {\frac {{\frac {dv_{z}}{dt}}-g_{z}}{v^{2}\cdot s\cdot c_{x}}}}
gdje je: gz - ubrzanje zemljine sile teže na visini z, s - poprečni presjek kugle, cx - bezdimenzionalni koeficijent, m - masa kugle. Ta metoda daje zadovoljavajuće rezultate na visinama od 75 do 100 km. Postoji i tip manjih kugli, promjera 150 mm, opremljenih akcelerometrom i telemetrijskim uređajem, koji služe za određivanje gustoće atmosfere. Za vrijeme pada rakete su obješene na metalizirani padobran, pa se iz gibanja padobrana pomoću radara određuje smjer i brzina vjetra. 
Vjetar se može mjeriti i pomoću tankih žičica izbačenih iz rakete. Praćenjem žičica radarom dobivaju se pouzdani podaci o vjetru u sloju od 65 do 90 km.